# 1704
1704 (MDCCIV) a fost un an bisect al calendarului gregorian, care a început într-o zi de luni.

## Evenimente

### August
- 13 august: Bătălia de la Blenheim. Victorie răsunătoare repurtată de Ducele de Marlborough și de Eugeniu de Savoia împotriva francezilor, în timpul Războiului pentru Succesiunea la tronul Spaniei.
- 25 august: Trupe militare britanice sub conducerea amiralului George Rooke ocupă strâmtoarea Gibraltar.

## Nașteri
- 11 ianuarie: Giovanni Salvemini, matematician și astronom italian (d. 1791)
- 17 februarie: Johann August de Saxa-Gotha-Altenburg, prinț german, membru al Casei de Saxa-Gotha-Altenburg (d. 1767)
- 17 martie: Charles Cavendish, nobil englez, om politic, om de știință (d. 1783)
- 17 aprilie: Andrija Kačić Miošić, călugăr franciscan croat (d. 1760)
- 31 iulie: Gabriel Cramer, matematician și fizician elvețian (d. 1752)
- 12 august: Caroline de Nassau-Saarbrücken, contesă palatină de Zweibrücken (d. 1774)
- 13 august: Alexis Fontaine des Bertins, matematician francez (d. 1771)
- 10 noiembrie: Johanna de Baden-Baden, ducesă de Orléans (d. 1726)

## Decese
- 24 februarie: Marc-Antoine Charpentier, 60 ani, compozitor francez de muzică barocă (n. 1643)